# Ron Johnson
Ronald Harold "Ron" Johnson (nascido em 8 de abril de 1955) é um empresário americano e político. Desde janeiro de 2011, ele representa o estado de Wisconsin no Senado dos EUA.

## Biografia
Ron Johnson estudou na Universidade de Minnesota. Após a formatura, ele se casou com a filha do empresário Howard Curler, co-fundador da Curwod Industries, que agora faz parte da multinacional Bemis Company. Seu irmão Jeff Curler é CEO e Presidente da Bemis.
Antes de união política Johnson trabalhou no setor privado. Como um membro do Partido Republicano, ele ganhou 5 de novembro de 2010 as eleições para o Senado no estado de Wisconsin contra o incumbente democrata Russ Feingold e levou, assim, sobre o seu lugar no início de 2011.
Johnson é casado e vive com sua esposa e seus três filhos, todos os quais podem revelar-se um grau universitário da Universidade de Wisconsin, em Oshkosh, Wisconsin.